# کرانستون (رود آیلند)
کرانستون (به انگلیسی: Cranston) شهری در ایالت رود آیلند کشور ایالات متحده آمریکا است که جمعیت آن در سرشماری سال ۲۰۱۰ میلادی، ۸۰٬۳۸۷ نفر بوده‌است.